# Tlumačov (okres Domažlice)
Tlumačov (v chodském nářečí Tumačovo, německy Tilmitschau) je obec v okrese Domažlice v Plzeňském kraji. Žije zde 403 obyvatel.

## Historie
První písemná zmínka o obci pochází z roku 1325.

## Obyvatelstvo
| Rok            | 1869 | 1880 | 1890 | 1900 | 1910 | 1921 | 1930 | 1950 | 1961 | 1970 | 1980 | 1991 | 2001 | 2011 | 2021 |
| -------------- | ---- | ---- | ---- | ---- | ---- | ---- | ---- | ---- | ---- | ---- | ---- | ---- | ---- | ---- | ---- |
| Počet obyvatel | 695  | 793  | 760  | 747  | 765  | 730  | 722  | 553  | 592  | 534  | 473  | 437  | 406  | 420  | 426  |
| Počet domů     | 112  | 134  | 129  | 131  | 135  | 135  | 140  | 137  | 122  | 123  | 117  | 127  | 133  | 150  | 155  |

## Obecní správa

### Části obce
- Filipova Hora
- Tlumačov

V letech 1850–1960 k obci patřily i Pelechy.

### Obecní symboly
Znak a vlajka byly obci uděleny rozhodnutím předsedy Poslanecké sněmovny Parlamentu České republiky dne 19. ledna 2007.

## Pamětihodnosti
- Kaplička na návsi